# 大阳汤帝庙
35°40′08″N 112°46′54″E / 35.66889°N 112.78167°E
大阳汤帝庙位于中国山西省泽州县大阳镇大阳西街村，2006年被列为第六批全国重点文物保护单位。
大阳汤帝庙始建年代不详，现存建筑为元明清所建。庙坐北朝南，占地3037平方米，中轴线上有戏楼、山门、中门、成汤殿，两侧有东西耳楼、耳房、掖门、三嵕殿、虫王殿，其中成汤殿为元代建筑，余为明清所建。成汤殿面阔三间，进深八椽，单檐悬山顶，其明间跨度极大，有补间铺作五朵，次间有补间铺作三朵。